# Terminologia anatòmica
La terminologia anatòmica és la terminologia és utilitzada pels anatomistes i zoòlegs, en revistes científiques, llibres de text, i pels metges i altres professionals de la medicina. La terminologia anatòmica utilitza una varietat de termes únics i aparentment confusos per descriure la localització anatòmica i l'acció de les diferents estructures. Mitjançant l'ús d'aquesta terminologia, els anatomistes esperen per ser més precisos i reduir els errors i les ambigüitats. Per exemple, és una cicatriu "per sobre del canell", situat a l'avantbraç de cinc o set centímetres de distància de la mà?. O està en la base de la mà?. És al costat del palmell de la mà o en seu costat dorsal?. Mitjançant l'ús de la terminologia anatòmica precisa, l'ambigüitat s'elimina.
Els termes anatòmics deriven de paraules del grec antic i del llatí, i pel fet que aquestes llengües ja no s'utilitzen en la conversa diària, el significat de les seves paraules no canvia. La norma internacional actual és la Terminologia Anatomica.

## Ubicació

### Posició anatòmica

Posició anatòmica, amb termes d'ubicació

Els termes anatòmics utilitzats per descriure la ubicació es basen en un cos situat en el que s'anomena la posició anatòmica estàndard. Aquesta posició és aquella en la qual una persona està dempeus, amb els peus lleugerament separats i en paral·lel, amb els palmells girats endavant i, per tant, els polzes mirant cap a fora.

### Regions

### Termes estàndard
Quan anatomistes es refereixen a la dreta i esquerra, és en referència a la dreta i a l'esquerra del cos, no la dreta i l'esquerra de l'observador.
Aquests termes estan estandarditzats evitar confusions. Exemples de termes inclouen::4
- Anterior i posterior, que descriuen estructures en la part del davant (anterior) i la part del darrere (posterior) del cos. Per exemple, els dits del peu són anterior al taló, i el buit popliti és posterior a la ròtula.
- Superior i inferior, que descriuen una posició per sobre (superior) o per sota (inferior) una altra part del cos. Per exemple, les òrbites són superiors a la boca, i la pelvis és inferior a l'abdomen.
- Proximal i distal, que descriuen una posició que està més a prop (proximal) o més llunyana (distal) al tronc del cos. Per exemple, l'espatlla és proximal al braç, i el peu és distal al genoll.
- Superficial i profund, que descriuen les estructures que estan més a prop (superficial) o més lluny (profunditat) de la superfície del cos. Per exemple, la pell és superficial als ossos, i el cervell és profund al crani. A vegades profund s'utilitza com a sinònim de profunditat.
- Medial i lateral, que descriuen una posició que està més a prop (medial) o més lluny de (lateral) de la línia mitjana del cos. Per exemple, el nas és medial als ulls, i el polze és lateral als altres dits.
- Ventral i Dorsal, que descriuen estructures derivades de la part frontal (ventral) o a la part posterior (dorsal) de l'embrió, abans de la rotació de l'extremitat.
- Cranial i caudal, que descriuen estructures properes a la part superior del crani (cranial) o cap a la part inferior del cos (caudal).

## Moviment

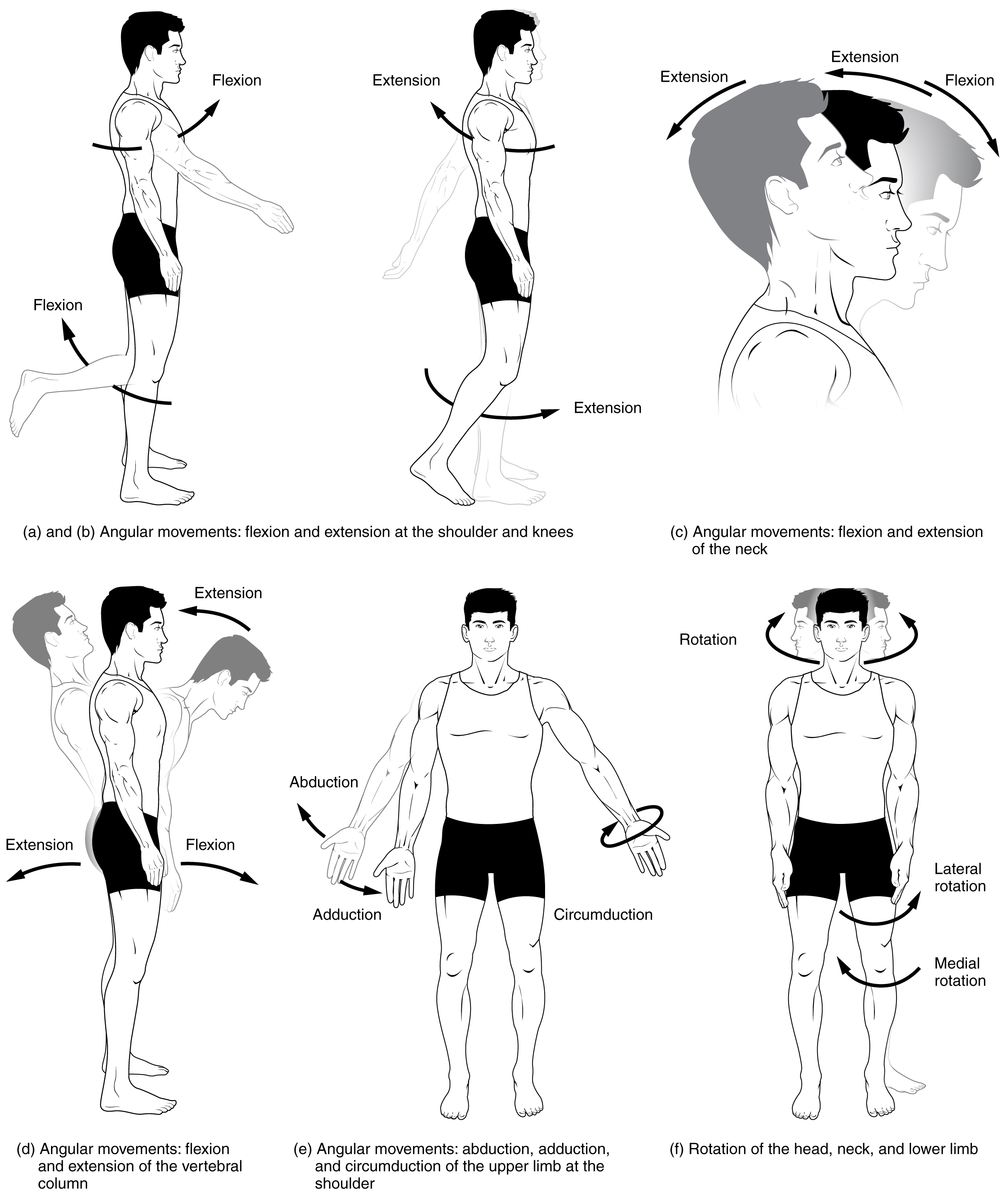

Les articulacions, especialment les articulacions sinovials, permeten al cos una enorme gamma de moviments. Cada moviment és el resultat conjunt de la contracció o la relaxació dels músculs que estan units als ossos a cada costat de l'articulació. El tipus de moviment que es pot produir en una articulació sinovial es determina pel seu tipus estructural.
Els tipus del moviments són generalment aparellats, amb un que és l'oposat de l'altra. Els moviments del cos sempre es descriuen en relació amb la posició anatòmica del cos: Postura dreta, amb els membres superiors a un costat del cos i els palmells cap endavant.

### Moviments generals
Els termes que descriuen el moviment en general inclouen:
- Flexió i extensió, que es refereixen a un moviment que disminueix (flexió) o augmenta (extensió) l'angle entre les parts del cos. Per exemple, al posar-se dret, els genolls fan una extensió.
- Abducció i adducció es refereix a un moviment que separa una estructura lluny de (abducció) o cap a (adducció) la línia mitjana del cos o de les extremitats.
- Rotació interna (o la rotació medial) i la rotació externa (o rotació lateral) es refereix a la rotació cap (interna) o fora (extern) del centre del cos. Per exemple, la postura asana de ioga requereix que les cuixes siguin rotades externament.
- Elevació i depressió es refereixen al moviment en una direcció amunt (elevació) o avall (depressió). Principalment es refereix als moviments que impliquen l'escàpula i la mandíbula.

### Moviments especials de les mans i peus

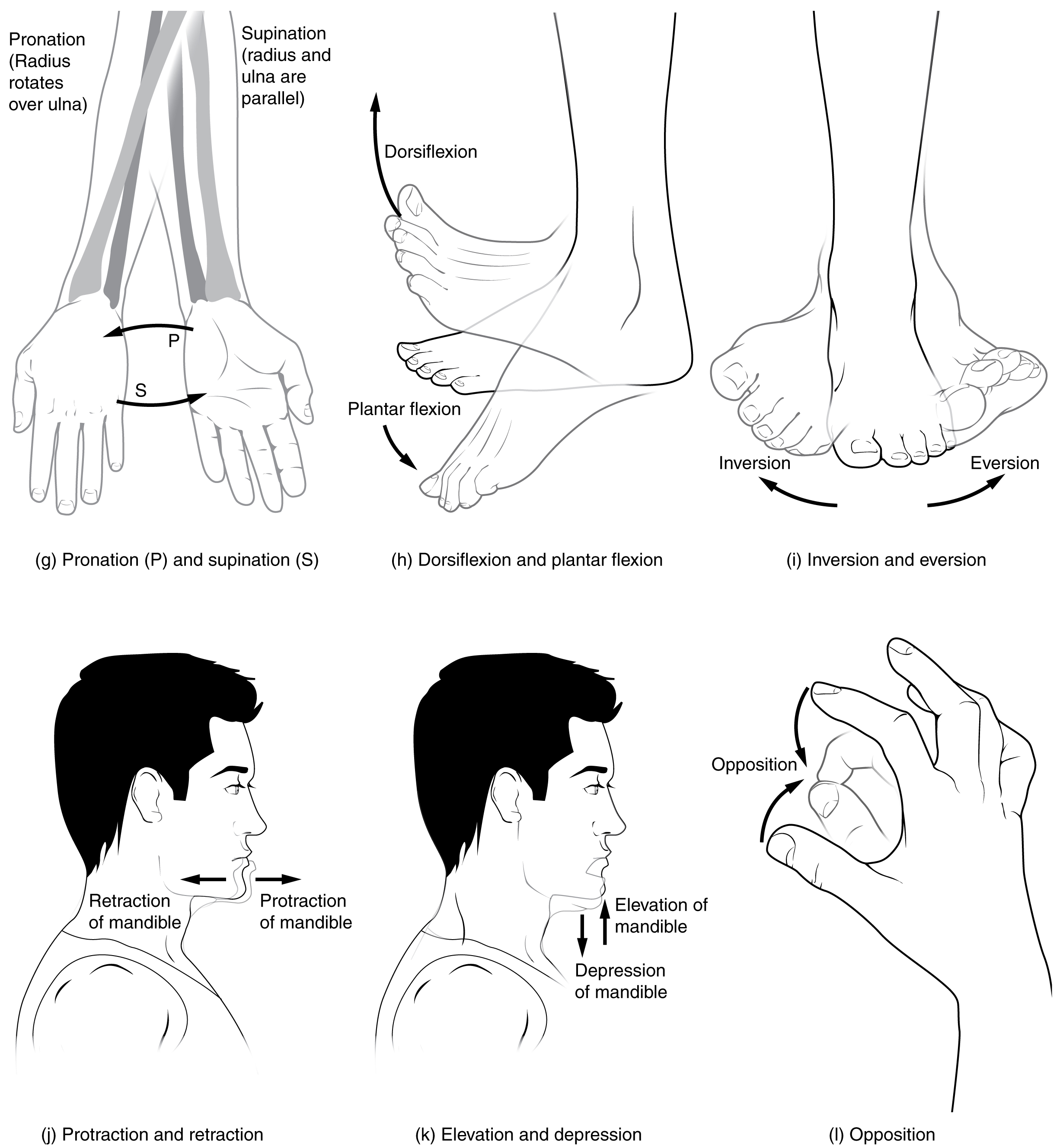

Aquests termes es refereixen als moviments que es consideren exclusius de les mans i peus: :590–7
- Dorsiflexió i flexió plantar es refereix a la flexió (flexió dorsal) o l'extensió del peu al turmell. Per exemple, la flexió plantar es produeix quan es pressiona el pedal de fre d'un cotxe.
- Palmiflexió i dorsiflexió es refereixen al moviment de la flexió (flexió palmar) o extensió (flexió dorsal) de la mà al canell. Per exemple, l'oració sovint es porta a terme amb les mans dorsiflexió.
- Pronació i supinació es refereixen a la rotació de l'avantbraç o el peu de manera que en la posició anatòmica del palmell de la mà (rotant l'avantbraç) o la planta del peu es mostren anteriorment (supinació) o posteriorment (pronació). Per exemple, una supinació seria el moviment de girar la forquilla des del plat a la boca i una supinació seria el moviment de girar per tal d'agafar una cosa sobre la taula (quan es té els palmells mirant enlaire).
- Eversió i inversió es refereixen als moviments que inclinen la planta que s'allunya de (eversió) o va cap a (inversió) la línia mitjana del cos.

## Músculs

### Músculs agonistes i antagonistes
El múscul realitzant una acció és l'agonista, mentre que la contracció del múscul que provoca una acció oposada és l'antagonista. Per exemple una extensió del braç es porta a terme per l'acció del tríceps com l'agonista i el bíceps com l'antagonista (la seva contracció comportarà la flexió sobre la mateixa articulació, del colze). Els músculs que treballen junts per realitzar la mateixa acció es diuen sinèrgics. En l'exemple anterior els músculs sinèrgics al bíceps poden ser el braquioradial i el braquial.